# Kultura ananińska

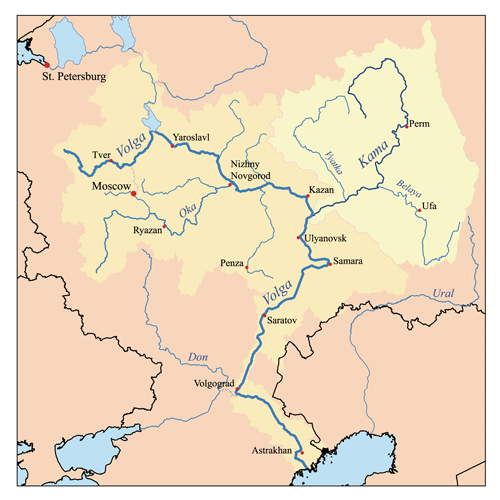
Obszar kultury ananińskiej w dorzeczu środkowej Wołgi, Kamy, Wiatki i Białej.

Kultura ananińska – kultura epoki brązu i wczesnej epoki żelaza, rozwijająca się od IX do II wieku p.n.e. w dorzeczu środkowej Wołgi, Kamy, Wiatki i Białej. Osiedla tej kultury sytuowane były najczęściej na nadrzecznych cyplach. Gospodarka opierała się na hodowli głównie koni, a w dalszej kolejności bydła i świń uzupełnianą rolnictwem, którego znaczenie wzrastało wraz z biegiem lat. Silnie rozwinięta była metalurgia brązu i żelaza, wytwarzane były głównie elementy uzbrojenia (groty oszczepów, grociki do strzał łuków, sztylety, czekany) zdobione symboliką zoomorficzną. Cmentarzyska charakteryzowały się dużym rozmiarem, często więcej niż 1000 grobów oraz pochówkami szkieletowymi.